# Đệ Tứ Đế chế Đức
Đệ tứ Đế chế Đức hay còn gọi là Đệ Tứ Đế chế hay Đế chế thứ tư (tiếng Đức: Viertes Reich) là một tương lai giả định về Đế chế Đức và đây là thời kỳ tiếp nối của Đế chế thứ ba (1933–1945).

## Chủ nghĩa Tân Quốc xã

Bản đồ nước Đức vào năm 1937